# Edwin Forrest
Pour les articles homonymes, voir Forrest.

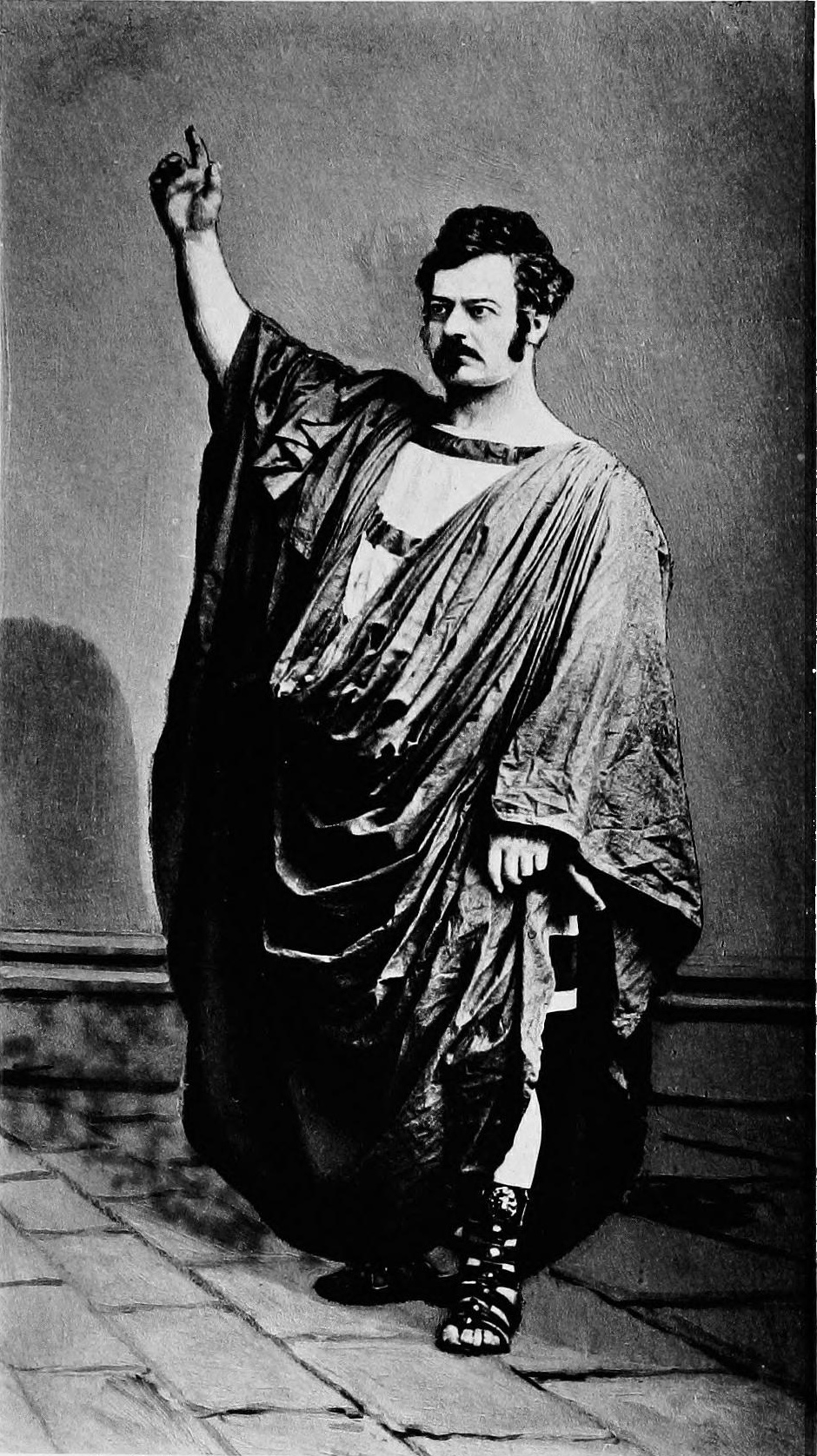
Edwin Forrest dans le rôle de Damon (Cf. la pièce Damon et Pythias de Richard Edward.

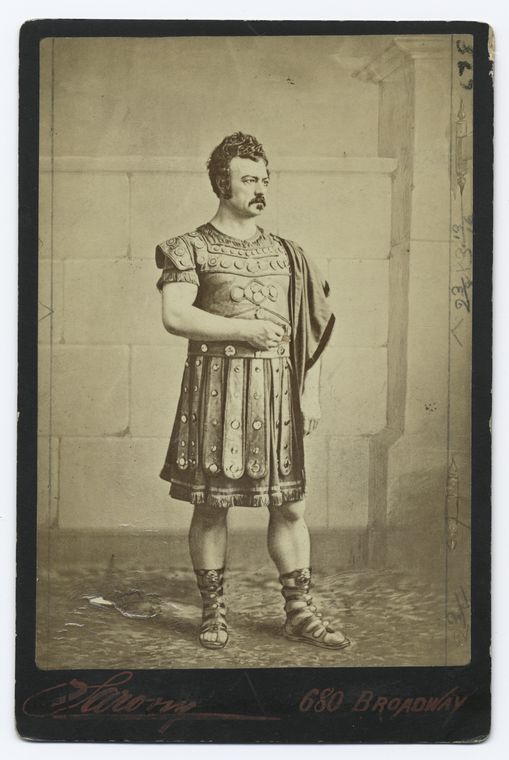
Edwin Forrest dans le rôle de Spartacus, de la pièce Gladiator de Robert Montgomery Bird.

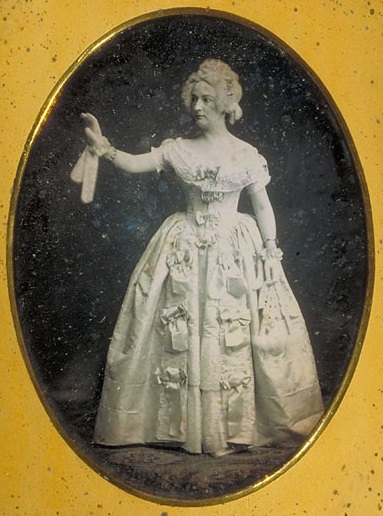
Catherine Norton Sinclair, épouse de Edwin Forrest.

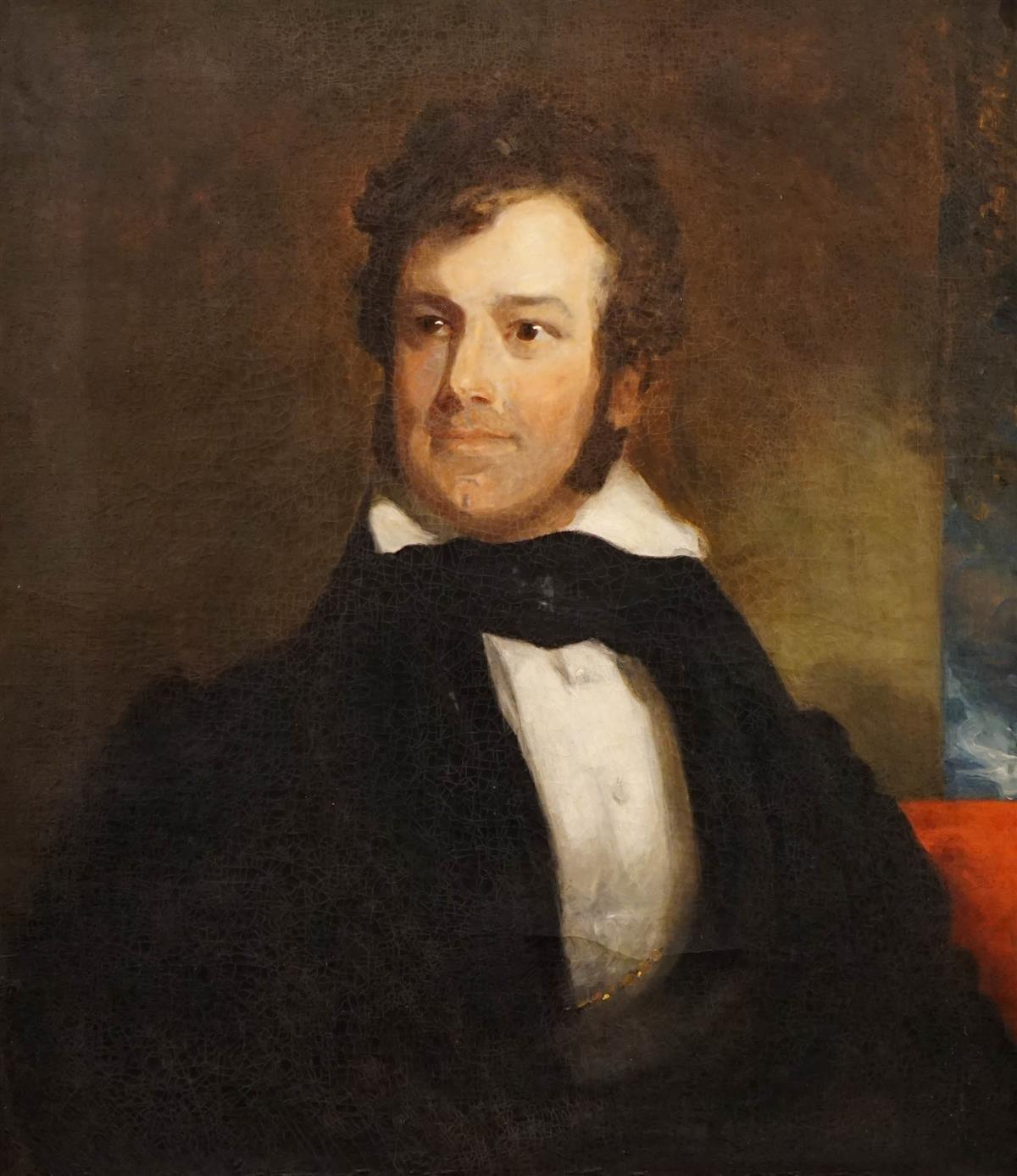
Portrait de Edwin Forrest peint par Henry Inman.

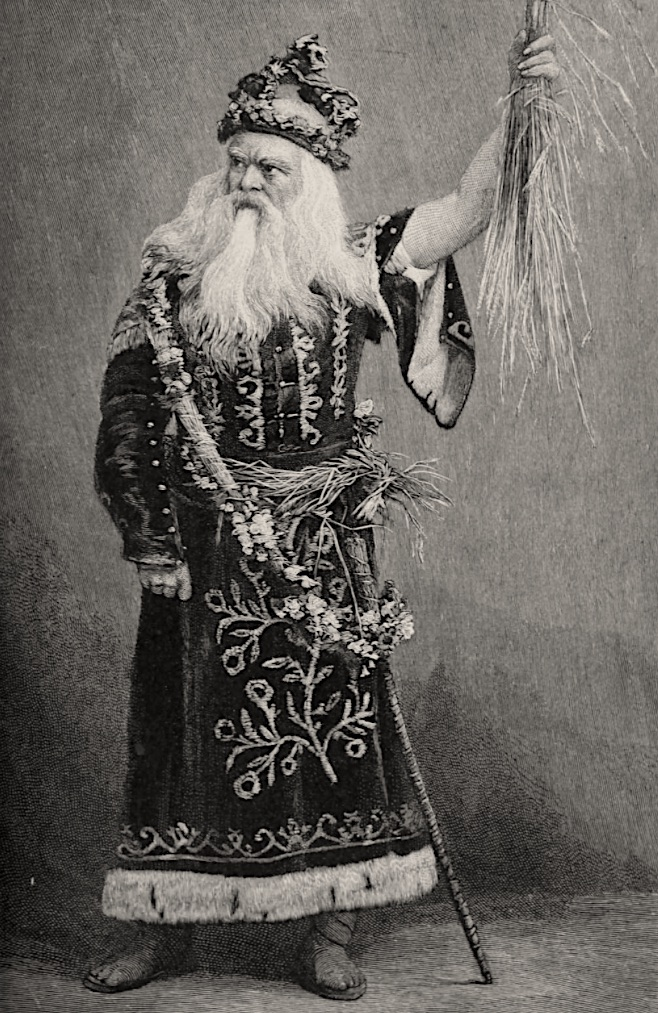
Edwin Forrest dans le rôle du Roi Lear

Illustration d'époque de l'émeute du 7 mai 1949 qui s'est produite sur l'Astor Place de New York.

Edwin Forrest, né le 9 mars 1806 à Philadelphie dans l'État de Pennsylvanie et mort le 12 décembre 1872 à Philadelphie, est un acteur de théâtre américain du XIXe siècle, considéré comme le premier grand tragédien de la scène américaine et celui qui a renouvelé l’interprétation du théâtre shakespearien.

## Biographie
Edwin Forrest, né le 9 mars 1806 à Philadelphie dans la George Street du quartier du Old Southwark, est le cinquième enfant d'une fratrie de six enfants (trois filles Henrietta, Caroline, Elenora, trois garçons, Lauman, Edwin, William). Son père, William Forrest, un employé de banque, est d'origine écossaise (Dumfrieshire) et sa mère, Rebecca Lauman Forrest, d'origine germanique,,,,,,,

### Philadelphie terre de théâtre
C'est à Philadelphie que fut construit en 1766 le premier théâtre sur le sol des États Unis, le Southwark Theatre (aussi appelé Old Southwark Theatre), suivi en 1793, par la création du Walnut Street Theatre,,. C'est aussi à Philadelphie que fut jouée la première pièce de théâtre écrite par un américain (The Prince of Parthia par Thomas Godfrey (writer) (en)) en 1767 au Southwark Theatre. C'est ainsi que Philadelphie connait depuis une grande effervescence théâtrale, et une multiplication de salles de théâtre. La ville est avec New York le cœur de la vie théâtrale américaine, et tout acteur digne de ce nom se doit de monter sur la scène du Walnut Street Theatre, à l'instar de l'acteur britannique Edmund Kean qui s'y produit régulièrement lors de ses tournées aux États-Unis. C'est dans ce bain théâtral que Edwin Forrest grandit. Les salles de théâtre sont à l'époque l'équivalent des salles de cinéma du début du XXIe siècle et sont fréquentées par toutes les classes sociales et par un public de tout âge.

### Les débuts
Edwin Forrest suit des études primaires au National Seminary, il quitte l'école à l'âge de 10 ans, ce qui pour l'époque était considéré comme une solide éducation ; il est à noter que pendant sa scolarité il se faisait déjà remarquer par ses dons de récitation et ses envolées oratoires. Après sa scolarité Edwin occupe des emplois chez divers marchands, pendant ses loisirs il prend plaisir à lire des livres d'auteurs dramatiques et tragiques, c'est ainsi qu'il découvre William Shakespeare.
Dès l'âge de 11 ans Edwin Forrest rejoint le Thespian Club de Philadelphie de l'International Thespian Society (en), une école de théâtre pour jeunes gens. Il fait ses débuts sur la scène du Young Norval.  En 1817, il est invité par le directeur du Old Southwark Theatre de Philadelphie pour jouer un rôle de fille, c'est ainsi qu'il fait sa première apparition dans un drame Rudolph, or the Robbers of Calabria où il tient le rôle de Rosalia de Borgia, une prisonnière,,,.
Son père manifestait sa fierté auprès des déposants de la banque où il travaillait, la Stephen Girard's Bank, c'est comme cela qu'il est recommandé auprès de Lemuel G. White pour prendre des cours de diction théâtrale, qu'il perfectionne plus tard auprès de Daniel Maginnis.
En 1819, son père décède. Dès lors, Edwin Forrest a cœur de subvenir aux besoins de sa mère.
Il apparaît la première fois en tête d'affiche 27 novembre 1820 lors de la représentation d'une pièce de John Home, Douglas I, au Walnut Street Theatre. Le directeur ne l'ayant pas engagé, Edwin Forrest va aller de théâtre en théâtre tenir différents rôles, dans différentes villes où le théâtre dramatique commence à s'affirmer comme Cincinnati, Pittsburg, Lexington, et Louisville. Pendant ces tournées il approfondit sa connaissance de Shakespeare,,.
En 1824, il est engagé par James H. Caldwell (de), le plus important des directeurs de troupes des États du Sud. Pendant la durée de cet engagement, Edwin Forrest est amené à s'exercer à différents genres comme la comédie, le burlesque, le mime et même le cirque (il fait des numéros équestres et d'acrobaties). II utilise ensuite ses revenus pour acheter une maison pour sa mère à Philadelphie,.
Il connait ses premiers succès comme shakespearien en 1824 à l'American Theatre de La Nouvelle Orléans. Cela lui ouvre les portes des scènes de New York, en juillet 1826 où il jouera le rôle de Iago d'Othello. Cette première interprétation de Iago est mal accueillie, mais il se reprend en reprenant le rôle au Bowery Theatre (en) et c'est le succès : il a alors 20 ans. Salué par la critique et applaudi par le public, il est invité à donner des représentations de Othello à Washington et Baltimore. Edwin Forrest brise le monopole qu'avaient les acteurs britanniques pour l’interprétation des pièces de Shakespeare,,,.

### La célébrité
Edwin Forrest conforte sa place de shakespearien en jouant Richard III, le Roi Lear, Le Marchand de Venise, Hamlet, etc., devenant ainsi le rival des deux grands acteurs britanniques William Macready et Edmond Kean qui occupaient et dominaient le devant de la scène américaine avant son arrivée. Autant Edmond Kean reconnaît très vite le talent de Forrest en écrivant en 1827 : « Il est destiné à occuper une place éminente au sein du Théâtre », la rivalité devenant plutôt une émulation réciproque, autant les rapports avec Macready deviennent tendus, marqués par des épisodes d'invectives réciproques,,.
Pendant que les troupes théâtrales se disputent Edwin Forrest, ce dernier se montre soucieux de valoriser, promouvoir les jeunes dramaturges américains comme Bronson Howard, Augustus Thomas, John Augustus Stone, William Gillette, Richard Penn Smith (en), Robert Montgomery Bird, Robert T. Conrad (en), etc. Après avoir brisé le monopole des acteurs britanniques sur le répertoire shakespearien, il va également faire cesser la place dominante des auteurs britanniques sur le théâtre dramatique et tragique,.
En 1834, après la création de The Broker of Bogota de Robert Montgomery Bird, au Bowery Theatre, Edwin Forrest entreprend un voyage à travers le monde,,,.

### Le voyage à travers le monde
Son voyage l’emmène dans des pays divers : l'Empire Austro-Hongrois, la Rhénanie, la Russie, la Suisse, l’Italie, la France, le Maroc, etc. Ce voyage est également pour lui l'occasion de faire un pèlerinage sur les sites ayant inspiré de grandes pièces comme Vérone pour Roméo et Juliette, la Suisse pour Guillaume Tell, le Maroc pour le personnage de Iago, Rome pour Jules César,...

### Le retour
Dès son retour à Philadelphie, en septembre 1836, Edwin Forrest donne une représentation de Damon et Pythias par Richard Edwards, au Chestnut Street Theatre, devant une salle comble, suscitant les ovations de la foule. Il enchaîne ensuite avec des représentations d'Othello et de Gladiator. La scène new-yorkaise fait appel à lui, le Park Theatre lui offre un cachet de 1 000 $ par jour. Tout comme à Philadelphie, c'est le triomphe, la foule se presse, le prix des billets d'entrée s'envole sur le marché noir, jusqu'à atteindre la somme de 25 $ chaque,.

### La tournée en Grande Bretagne
Edmond Kean et d'autres acteurs et actrices britanniques ayant joué sur les scènes américaines font les éloges du style de Edwin Forrest, c'est ainsi que le prestigieux Royal Opera House, connu également sous le nom de Covent Garden, de Londres l'invite. Le 17 octobre 1836, il y joue la pièce Gladiator. Si la pièce rencontre un succès mitigé auprès de la critique, en revanche la prestation de Edwin Forrest dans le rôle de Spartacus est saluée : il vient de conquérir le public et la presse de Londres. Il continue en jouant dans Othello et le Roi Lear, exercices périlleux car touchant à l'auteur de théâtre par excellence de la nation britannique. Contrairement à ce que l'on pouvait croire, son interprétation de Iago est félicitée pour le renouveau du rôle et celle du Roi Lear est considérée comme un sommet. Pour couronner le tout, il est admis au très fermé Garrick Club. C'est à une soirée organisée après une de ses représentations qu'il fait la connaissance de celle qui deviendra son épouse en 1837, Catherine Norton Sinclair (en), fille de John Sinclair, chanteur populaire connu pour ses interprétations de ballades écossaises,,.
Pour certains, il est alors impensable qu'un acteur issu des quartiers populaires de Philadelphie puisse dépasser des acteurs britanniques comme Edmond Kean et Macready. Ce dernier développe envers Edwin Forrest une jalousie maladive qui se traduit par des paroles fielleuses et des écrits haineux. Cette cabale envers Edwin Forrest est très rapidement teintée par des enjeux politiques, Edwin Forrest représentant les pouilleux d’américains, des rebelles, gens grossiers, sans instruction et mal élevés, des barbares incapables de prendre une place sérieuse dans la littérature et les arts versus Macready représentant la "High society" britannique toute raffinée et distinguée, porteuse de la flamme de la civilisation. Cette polémique atteint son apogée en 1849 par l'émeute de l'Astor Place,.

### Le second retour, récréer Shakespeare
Edwin Forrest et son épouse retournent à Philadelphie, et effectuent de longues chevauchées, côte à côte, dans la campagne environnante. Il s'agit alors d'une période heureuse du couple, bien loin des querelles liées à leur divorce en 1852 qui défrayeront les chroniques.
Durant la première saison de l'année 1838, Edwin et Catherine se produisent 158 représentations qui leur rapportent la somme de 33 956 $.
Edwin Forrest est à nouveau invité à New York où il remporte au Park Theatre, un succès inégalé dans l'histoire du théâtre. Ses cachets atteignent des sommes jamais données pour un acteur : 4 000 $ par soirée.
Le 15 décembre 1837 il est invité à une soirée organisée en son honneur par l'élite de la société new-yorkaise à la Merchant's House (devenu depuis le Merchants House Museum). À côté de personnalités du monde culturel, sont également présents le maire de Philadelphie John Swift (politician) (en), des élus chargés de la révision de la Constitution, un juge de la Cour suprême, qui voient en Edwin Forrest la réalisation du rêve américain, l'homme du peuple qui atteint la gloire par le travail, qui brise les barrières sociales par sa ténacité et surtout un artisan majeur de la promotion et du rayonnement de la culture américaine naissante.
Edwin Forrest reprend ses carnets de voyage et surtout se documente pour mieux comprendre la psychologie interne des héros tragiques du théâtre shakespearien, Parallèlement il fait un travail de critique littéraire, il achète les premières éditions de l’œuvre de William Shakespeare afin de pouvoir établir le texte le plus sûr et les didascalies authentiques de Shakespeare. Son travail aboutit à de nouvelles compositions des grands rôles shakespeariens notamment celui du Roi Lear. Son nouveau style réaliste, expressionniste contraste avec les jeux classiques des acteurs britanniques, considérés comme "guindés" dont le représentant symbolique est l'acteur britannique William Macready qui vient régulièrement se produire sur les scènes américaines. Cette opposition se réalise sur fond de patriotisme culturel, alors qu'à Philadelphie, Hamlet se joue simultanément sur deux scènes par les deux acteurs, un journaliste américain écrit : "vous avez le choix entre un américain et un étranger" (you had a choice between native americanism and foreignism). Edwin Forrest devient le symbole de l'américanisation du théâtre, l'affranchissement vis-à-vis des modèles britanniques et plus généralement le représentant de la culture américaine, d'autant que Edwin Forrest est acclamé par les couches populaires des États Unis, il est considéré comme la première star au sens moderne du terme.

### L'émeute de l'Astor Place
Les polémiques atteignent un sommet le 10 mai 1849.
En mai 1849, les représentations de Macready sur la scène new-yorkaise sont régulièrement perturbées par des Bowery b'hoys issus du Tammany Hall. Le 7 mai 1849, après un chahut lors d'une de ses représentations de Macbeth à l'Astor Opera House (en), Macready décide d'annuler ses prestations sur New York, le lendemain, des supporters américains de Macready se regroupent publient une pétition dans le Herald Tribune pour qu'il reste à New York. Le contexte est explosif, car Edwin Forrest joue également Macbeth avec Charlotte Cusham au Broadway Theatre. Des supporters d'Edwin Forrest se joignent au Tammany Hall pour organiser une manifestation en vue d'empêcher Macready de jouer à l'Astor Opera House (en), ils impriment et diffusent un tract avec un entête particulièrement patriotique et anti-britannique : "Shall Americans or English rule in this city?"(« Qui devrait faire la loi dans cette ville, les américains ou les britanniques ? »). Sur le tract, il y a une allusion à un bateau vapeur britannique qui menacerait la libre expression américaine, allusion de propagande, il n'y a aucun lien entre la présence de ce bateau et celle de Macready,,,,.
Les autorités de New York sont averties de cette manifestation qui doit se produire le 10 mai 1849 sur l'Astor Place, aussi, en vue d'éviter des affrontements, la mairie mobilise 200 policiers, 200 militaires du 7e régiment, et deux escadrons de cavalerie de la Garde Nationale. Le soir du 10 mai une foule de 10 à 15 000 personnes de la classe ouvrière se rassemble sur l'Astor Place et commence à bombarder l'Astor Opera House à l'aide de divers projectiles. La troupe intervient pour y mettre fin, la foule se retourne contre elle et c'est le bain de sang. Le bilan est lourd : entre 19 et 22 morts (selon les sources), 36 blessés et une centaine d'arrestations. Selon l'historien Iver Bernstein, cette émeute ouvrière serait une préfiguration des Draft Riots de 1863,,.

### Les jours sombres
Le 24 juin 1847, la mère d’Edwin Forrest décède dans sa 73e année. Depuis la mort de son père, Edwin Forrest s'est senti responsable de sa mère et il a dépensé sans compter pour lui assurer une vie digne. La perte de sa mère est pour lui un choc, car c'est elle, disait-il, qui lui a appris à tenir, à se battre, à croire en sa vocation d'acteur. Le décès de sa mère lui fait remémorer le trajet qu'il a parcouru de la pauvreté à la richesse, de l'anonymat à la célébrité internationale. Il achètera une nouvelle résidence à Philadelphie pour ses trois sœurs afin de les mettre à l'abri du besoin. En 1853, cette résidence devient sa seconde résidence, à côté de celle de New York.

#### Un divorce qui défraie les chroniques
En 1848, Edwin Forrest lors d'une tournée à Cincinnati, en rentrant dans suite de son hôtel, surprend son épouse Catherine Forrest entre les genoux de l'acteur George W. Jamieson (en) assis sur un sofa, ce dernier ayant les mains sur la tête de Catherine Forrest, surpris Edwin Forrest demande ce que cela signifie, il lui est répondu que George W. Jamieson lui faisait un examen phrénologique ! Edwin n'étant pas susceptible se contenta de l'explication. En janvier 1849, Edwin Forrest trouve une liasse de lettres adressées à son épouse et parmi elles, une lettre de Jamieson, dans laquelle il s'adresse à Catherine en l'appelant "Consuelo" (en référence au roman de George Sand), d'autres lettres furent trouvées. Edwin Forrest se sépare de son épouse le premier mai 1849. Catherine livre des interviews où, prenant le public à partie, elle accuse Edwin, ce qui met ce dernier en fureur. Leur entourage se déchire, des tentatives de réconciliation échouent,,.
En 1850, Forrest entame une procédure de divorce contre son épouse Catherine Forrest, l'un comme l'autre se rejette les torts, Catherine Forrest accuse son mari d'avoir une liaison avec l'actrice Josephine Clifton, et son côté Edwin Forrest accuse sa femme d'avoir une liaison avec l'acteur George W. Jamieson. L'un et l'autre prennent des ténors du barreau John Van Buren (en) représente Edwin Forrest, et Charles O'Conor (American politician) (en) Catherine Forrest. Ce procès connait des rebondissements multiples, Nathaniel Parker Willis, le rédacteur en chef de l'Evening Mirror qui couvre les péripéties du divorce et qui avait pris la défense de Catherine fut accusé d'être l'amant de Catherine Forrest, les témoignages et contre-témoignages se succédèrent, après un premier jugement rendu le 24 janvier 1852, donnant tort à Edwin Forrest, celui-ci fait appel auprès de la Cour suprême de New York, qui confirmera le jugement précédent, condamnant Edwin Forrest à verser une pension alimentaire à son épouse d'un montant de 4 000 $ par an. Les divers épisodes de ce procès auront fait la une de la presse, avec un déchaînement des passions entre les fans de Edwin Forrest et ceux de Catherine, cette dernière passant pour martyre dans la presse britannique. Ce procès entachera la renommée de Edwin Forrest, soupçonné d'avoir soudoyé des témoins et de négligences envers son épouse,.

#### Le retour à la scène
Dès février 1852, Edwin Forrest reprend ses représentations au Broadway Theater de New York devant un public fanatisé pour lequel Edwin Forrest avait été victime de sa femme, "une anglaise" (sic), et des amis de Macready. Après son succès new-yorkais, il part faire une tournée à travers les Etats-Unis : Boston, Portland, Cincinnati, Saint Louis, La Nouvelle Orléans, Buffalo, Détroit, Charleston,,.

### Le maître de théâtre
Edwin Forrest est conscient de son influence et continue une réflexion sur l'avenir du théâtre, du jeu des acteurs. Il entretient avec divers acteurs des échanges autour du théâtre dramatique et tragique, conseille les débutants. Les professionnels du théâtre apprécient en lui sa disponibilité, son ouverture d'esprit, ses encouragements, son caractère généreux, son aura font de lui une figure centrale de la profession, c'est lui qu'on consulte pour obtenir des conseils, des critiques positives. Son style, nourrit par une réflexion théorique, n'est plus seulement son style mais devient un style nouveau qui inspire les acteurs américains pour en faire un nouveau style rompant avec les canons établis aux XVIIe et XVIIIe siècles.
Les nouveaux débats qu'il suscite sont comparables à la querelle des Anciens et des Modernes ou à la bataille d'Hernani, les tenants de l'École classique fustigent son expressionnisme romantique, le qualifiant d'histrionisme. Dans la mouvance des réflexions d'Edwin Forrest deux nouvelles écoles se créent la Natural School et l'Artistic School ; la première insiste sur l'observation empirique des comportements humains, le réalisme social alors que la seconde se veut plus scientifique, recherchant les sources littéraires les plus sûres, la reconstitution des jeux des comédiens grecs de l'Antiquité ou des troupes de Shakespeare et de Marlowe, Forrest n'en officialisera aucune. Tous ces débats sont à comprendre dans un cadre plus large, celui des débats qui secouent la littérature européenne avec la venue du romantisme, dans le théâtre romantique le modèle des auteurs romantiques comme Victor Hugo ou Alfred de Vigny étant William Shakespeare. Edwin Forrest a revisité Shakespeare pour le délivrer d'un style classique qui lui apparaissait contraire aux intentions premières d'après les didascalies autographes de Shakespeare. Les travaux et réflexions d'Edwin Forrest rejoignaient du français François Delsarte, sur l'expression corporelle des émotions.

### L'engagement politique et social
Dès 1830 Edwin Forrest ne cache point ses sentiments patriotiques et sa sympathie pour le Parti Démocrate, sa figure politique préférée est le Général et 7e président des Etats-Unis Andrew Jackson. Ses talents d'orateur sont remarqués, ainsi pour la fête du 4 Juillet (Independance Day) il fait un discours remarqué pour le Congrès des Démocrates, discours dans lequel il fait l'apologie de Thomas Jefferson, de la Constitution et la terre d'Amérique, terre par excellence de la prospérité, de l'essor industriel, de l'harmonie sociale, terre de foi, d'espérance et de charité, mais en même temps il avertit des risques d'une industrialisation sauvage qui créerait des injustices et des inégalités contraires aux idéaux des Pères fondateurs. Fidèle à ses engagements, il finance généreusement la campagne de James Buchanan qui aboutira à son élection comme Président des Etats-Unis.
Plusieurs fois il déclina des offres pour se présenter aux Congrès, disant qu'il servait mieux son pays et la démocratie par son métier qu'en étant représentant ou sénateur.
Pendant la Guerre de Sécession, il soutiendra le Républicain Abraham Lincoln, dont il deviendra un familier. Bien que fervent soutien de l'Union, il sera sensible à la misère des sudistes vaincus et finance des fonds d'aide. Après l'incendie dévastateur de Chicago en 1871.
Sensible à la situation de pauvreté d'acteurs âgés, il leur donnera régulièrement de l'argent pour adoucir leur sort, comme l'acteur George Holland (acteur) (en) ancienne vedette du théâtre, tombé dans l'oubli et la déchéance à qui il donna 200$. Il finance également diverses associations d'auteurs et d'acteurs. Ses diverses contributions financières se faisaient dans la discrétion, seuls ses proches étaient au courant.
Comme bien des personnalités américaines, il est Franc-maçon, membre de la Grande Loge de New-York, et finance largement ses œuvres sociales.

### La fin
La goutte commence à le frapper à partir de 1865 et le gênera dans son jeu d'acteur au fur et à mesure de sa progression. Peu à peu il se retire de la scène, malgré la goutte et une sciatique chronique, il donne en février 1871 des représentations au Fourteenth Street Theatre de New York, où il reprend deux de ses grands rôles Le Roi Lear et Richelieu (play) (en), représentations qui n'auront qu'un succès d'estime, car déjà il était oublié. À ses propres dires, il était devenu un "roi détrôné" (a discrowned king). En dépit de cela, d'octobre 1871 à avril 1872, il entreprend une dernière tournée à travers les Etats-Unis : Philadelphie, Colombus, Cincinnati, La Nouvelle Orléans, Galveston, Houston, Nashville, Kansas City, Syracuse, Détroit, Pittsburgh, Cleveland, Buffalo ; et contrairement aux prévisions, c'est un triomphe. Lors d'un séjour de repos à Oakes (Dakota du Nord), il est atteint d'une pneumonie, la maladie met fin à sa tournée, diminué, il retourne à sa résidence de Philadelphie.
Au matin du 12 décembre 1872, ses domestiques frappent à la porte de sa chambre à coucher, Edwin Forrest ne donnant aucun signe de vie, inquiets ils ouvrent la porte et le trouve sur son lit tremblant, gémissant et incapable d'articuler un mot, un médecin voisin est appelé, mais en vain, il décède. Ses funérailles sont célébrées le 16 décembre 1872 à la Church of England de Philadelphie, il est conduit, après, au cimetière de la Old Saint Pauls Episcopal Church de Philadelphie,,

#### Ses dernières volontés
Il lègue une partie de ses biens à ses frères et sœurs pour les mettre à l'abri du besoin, il donne un fond conséquent pour la création de la « Edwin Forrest Home » destinée à l'accueil et l'entretien d'acteurs et d'actrices invalides, âgés, par ailleurs la « Edwin Forrest Home » a aussi pour mission la promotion du théâtre américain dans l'amour de la liberté, de la démocratie et des idéaux des Pères fondateurs et elle doit célébrer chaque année la date anniversaire de William Shakespeare. Testament à l'image de son signataire : amour de sa famille, de sa patrie, des acteurs et de Shakespeare,.

## L’héritage
La veille des funérailles de Edwin Forrest, une réunion d'acteurs se tient au Metropolitan Hotel de New York, réunion qui aboutit à une déclaration solennelle affirmant combien Edwin Forrest a su hisser au plus haut niveau le théâtre américain.
Presque 150 ans après sa mort, on continue de rééditer les monumentales biographies consacrées à Edwin Porter de la fin du XIXe et du début du XXe siècle, des études se publient régulièrement autour de ses apports à la composition théâtrale, en effet Edwin Forrest comme d'autres tragédiens (Talma, Rachel, Sarah Siddons, David Garrick, Tomaso Salvini, etc.) n'était pas seulement un acteur, c'était aussi un artiste, un théoricien du théâtre.

## Divers

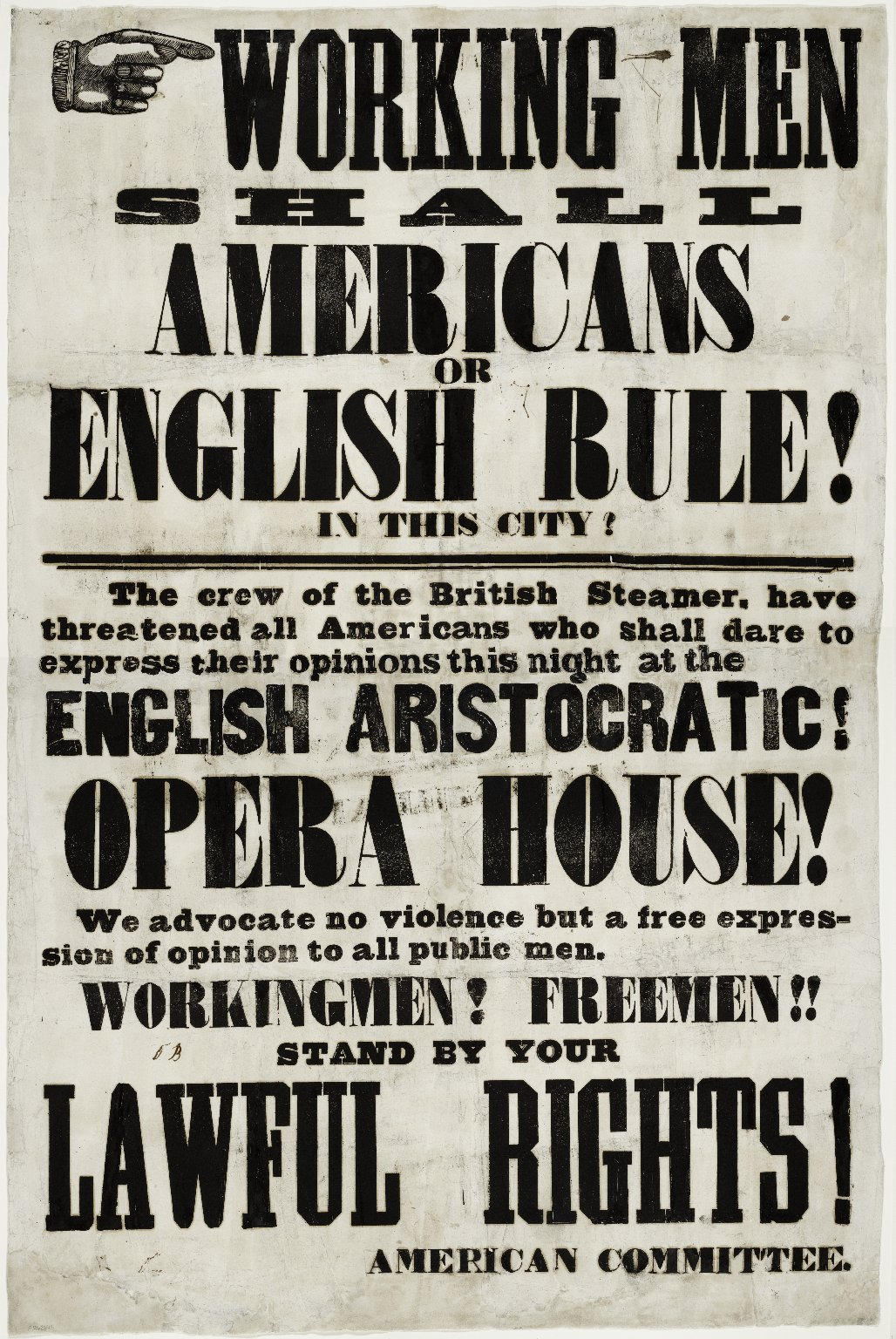
Tract de l'émeute de l'Astor Place de 1849.

Les archives d'Edwin Forrest sont déposées et consultables à la bibliothèque de l'Université de Pennsylvanie ; à cette même bibliothèque on peut également consulter la bibliothèque d'Edwin Forrest, son catalogue contient près de 4 000 titres, montrant combien cet autodidacte lisait et s’informait sur ce qui touchait le théâtre et la littérature. Sa collection de livres contient des exemplaires rares d'édition de Shakespeare.
Sa résidence, la Edwin Forrest House, située au 1346, North Broad Street à Philadelphie, est inscrite au Registre national des lieux historiques des États-Unis depuis 1993.
En 1928, est inauguré le Forrest Theatre (en) à Philadelphie.
La ville de Philadelphie a construit une école primaire au nom d'Edwin Forrest.
La Edwin Forrest Society est un partenaire de l'Actor Fund of America (en).
En 1990 est créé le Edwin Forrest Prize décerné par le Walnut Street Theatre de Philadelphie.

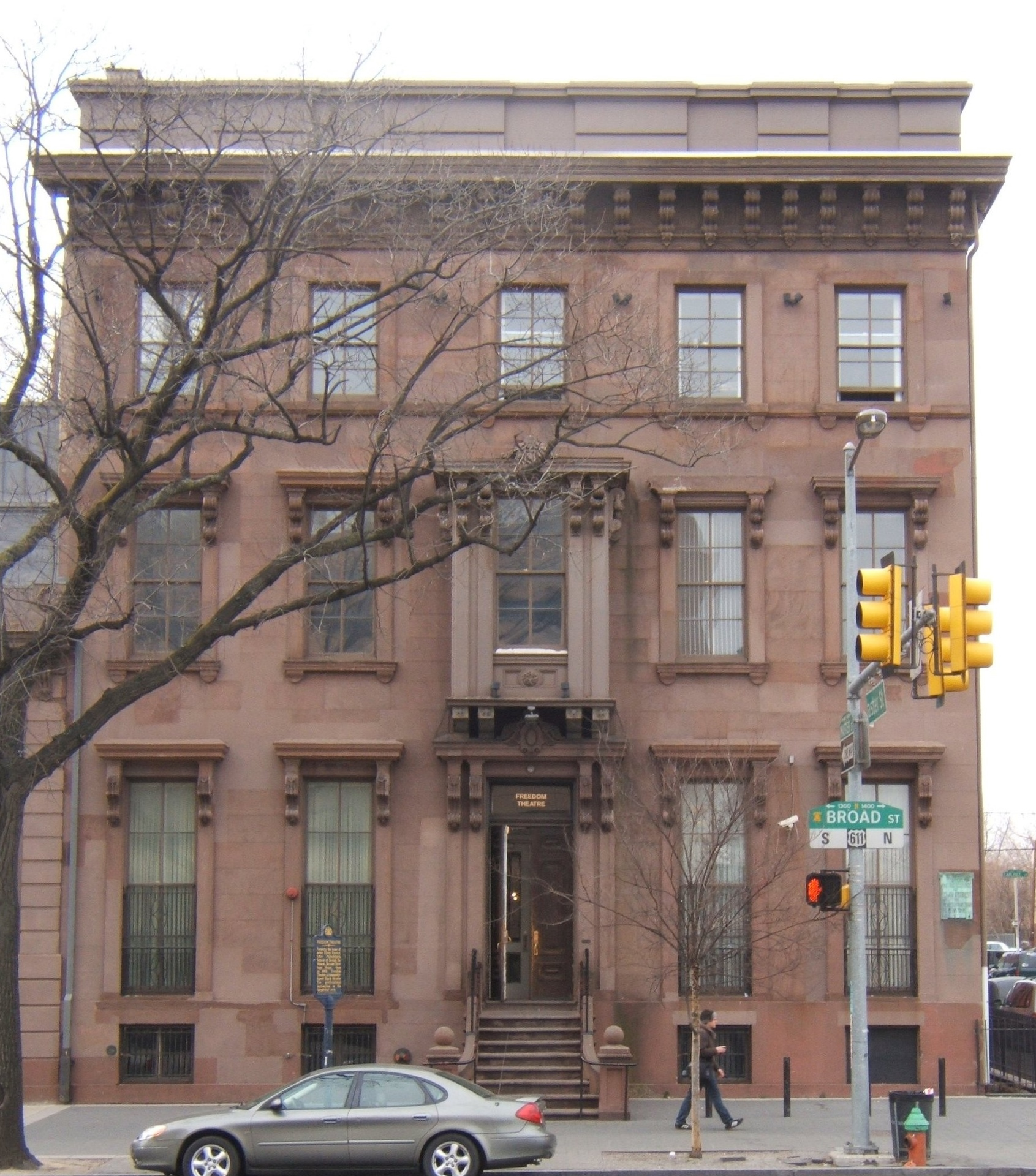
Résidence d'Edwin Forrest.

## Théâtre (sélection)
Edwin Forrest a joué de multiples rôles, donné des centaines de représentations, sur des scènes diverses, n'ont été retenues ici que les représentations qui sont des jalons dans sa carrière.
- 1817 : Rudolph, or the Robbers of Calabria, par John D. Turnbull, au Old Southwark Theater de Philadelphie,
- 1820 : Douglas, par John Home, au Walnut Street Theater de Philadelphie,
- 1822 : Jules César, par William Shakespeare, au Cincinnati Theatre, Cincinnati,
- 1822 : Othello, par William Shakespeare, au Globe Theatre de Cincinnati,
- 1823 : Venise sauvée, par Thomas Otway, à La Nouvelle Orléans,
- 1824 : Town and Country, par Thomas Morton, au Camp Street Theatre de La Nouvelle Orléans,
- 1826 : Othello, par William Shakespeare, au Bowery Theatre de New-York,
- 1827 : WilhelmTell, par Friedrich von Schiller, au Walnut Street Theater de Philadelphie,
- 1827 : Venise sauvée, par Thomas Otway, au Walnut Street Theater de Philadelphie,
- 1827 : Damon and Pythias, par Richard Edwards, au Walnut Street Theater de Philadelphie,
- 1827 : Henry IV, par Shakespeare, au Walnut Street Theater de Philadelphie,
- 1829 : Metamora[42], par John Augustus Stone, au Park Theater de New York[43],
- 1829 : Hamlet, par William Shakespeare, au Park Theatre de New York,
- 1829 : Jules César, par William Shakespeare, au Park Theatre de New York,
- 1830 : WilhelmTell, par Friedrich von Schiller, au Chestnut Street Theatre (en)[44] de Philadelphie,
- 1830 : Sertorius par David Paul Brown[45], au Chestnut Street Theatre de Philadelphie,
- 1831 : Caius Marius, par Richard Penn Smith (en), à l'Arch Street Theatre (en) de Philadelphie,
- 1831 : Oraloosa, par Robert Montgomery Bird, à l'Arch Street Theatre de Philadelphie,
- 1832 : Gladiator, par Robert Montgomery Bird, à l'Arch Street Theatre de Philadelphie,
- 1833 : Le Roi Lear, par William Shakespeare, à l'Arch Street Theatre de Philadelphie,
- 1834 : The Broker of Bogota par Robert Montgomery Bird, au Bowery Theatre de New York,
- 1835 : Jack Cade, par Robert T. Conrad (en), au Walnut Street Theater de Philadelphie,
- 1836 : Damon et Pythias par Richard Edwards, au Chestnut Street Theatre de Philadelphie,
- 1836 : Othello, par William Shakespeare, au Park Theatre de New York,
- 1836 : Le Roi Lear, par William Shakespeare, au Royal Opera House de Londres,
- 1838 : The Lady of Lyons, par Sir Edward Bulwer-Lytton, au Park Theatre de New York,
- 1839 : Richelieu, par Sir Edward Bulwer-Lytton, au National Theatre de New York,
- 1845 : Macbeth, par William Shakespeare, au Princess Theatre de Londres où il donne la réplique à Charlotte Cushman
- 1849 : Macbeth, par William Shakespeare, au Broadway Theatre de New York,
- 1866 : Roméo et Juliette, par William Shakespeare, à l'Opera House de San Francisco,
- 1871 : Le Roi Lear, par William Shakespeare, au Fourteenth Street Theatre de New York,
- 1871 : Richelieu, par Sir Edward Bulwer-Lytton, au Fourteenth Street Theatre de New York,